# Ictidopappus
Ictidopappus — вимерлий рід хижоподібних ссавців з родини Viverravidae, що жила в Північній Америці під час раннього палеоцену.